# Llista electoral

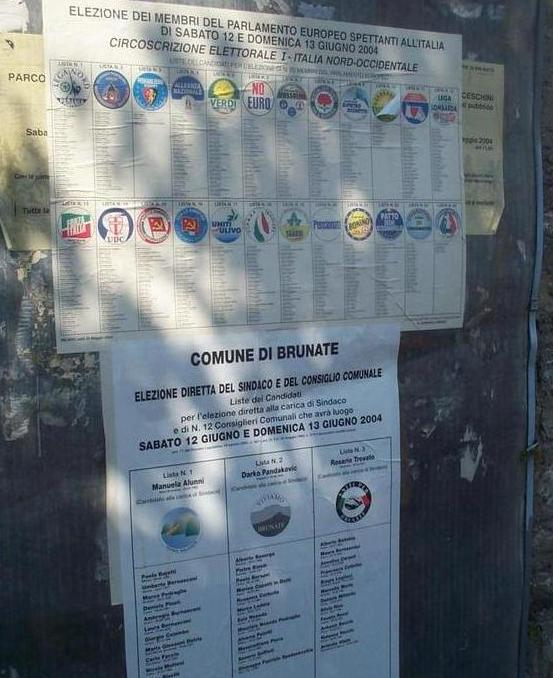
Pòster per a les eleccions al parlament europeu de 2004 a Itàlia, amb llistes electorals

Una llista electoral és una llista que agrupa candidats per a una elecció, usualment usats en sistemes de representació proporcional. Una llista electoral pot ser registrada per un partit polític o pot constituir un grup de candidats independents. Les llistes poden ser: obertes, quan aquest és el cas els votants tenen alguna influència en determinir l'ordre en què es troben els candidats; o tancades, quan aquest és el cas l'ordre dels candidats en la llista és fixa i els votants efectivament voten pel seu partit preferit.
Els sistemes electorals no proporcionals també poden utilitzar llistes electorals per a circumscripcions electorals multimembres. La diferència principal entre llistes proporcionals i no proporcionals és que els candidats guanyadors no són elegits per la seva preferència, però per l'opció entre les llistes electorals de dos o més partits.